# Orliwka (Schostka)
Orliwka (ukrainisch Орлівка, russisch Орловка Orlowka) ist ein Dorf in der Oblast Sumy im Norden der Ukraine mit etwa 1000 Einwohnern (2004).

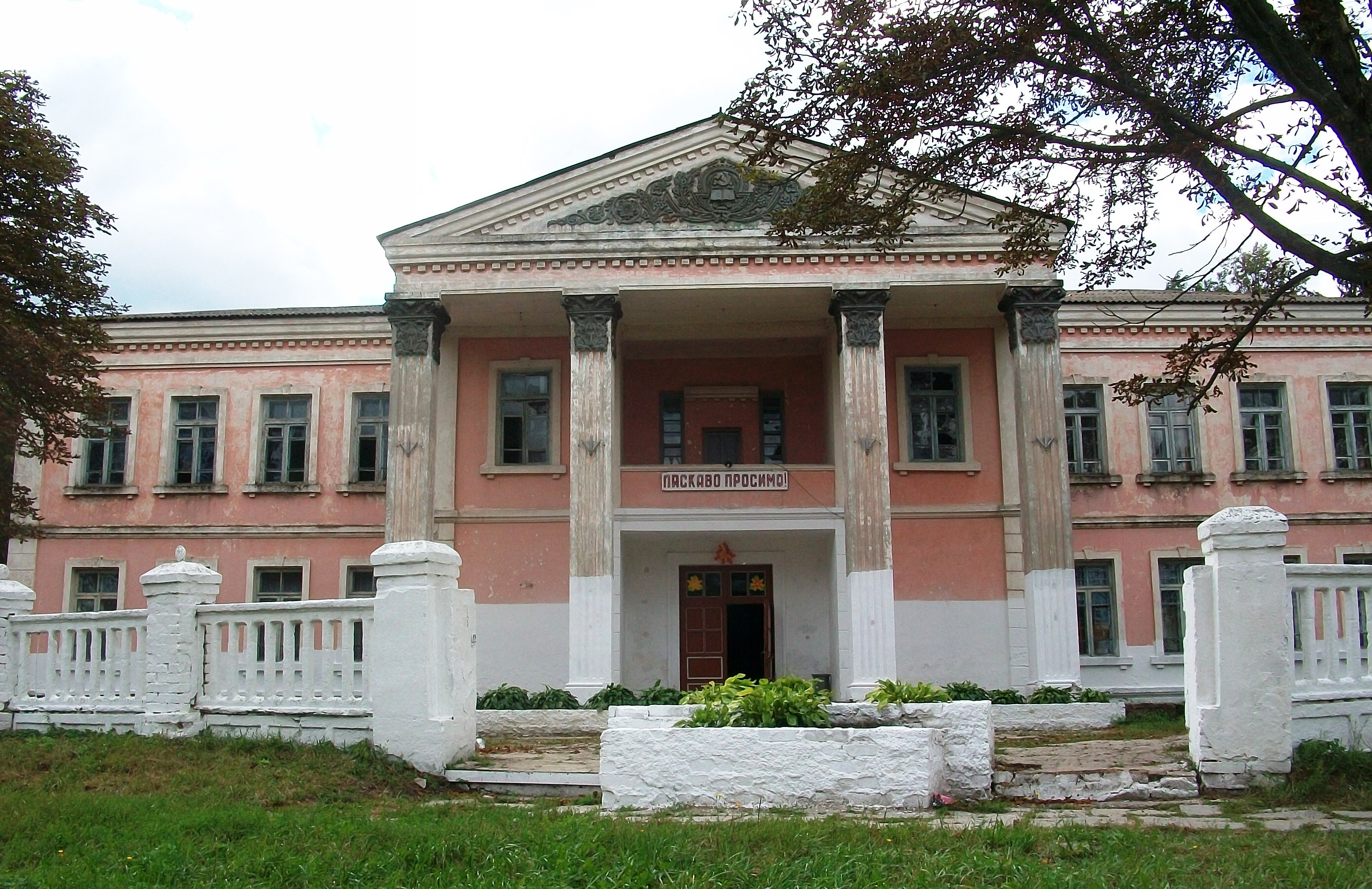
Kulturhaus in Orliwka

Das 1647 erstmals schriftlich erwähnte Dorf liegt am linken Ufer des 34 km langen Flusses Swissa (ukrainisch Свіса, Flusssystem Desna) 8 km östlich vom ehemaligen Rajonzentrum Jampil.
Im Osten grenzt das Dorf an das Gemeindegebiet der Siedlung städtischen Typs Swessa.
Am 12. Juni 2020 wurde das Dorf ein Teil der neugegründeten Siedlungsgemeinde Swessa, bis dahin bildete es zusammen mit den Dörfern Rschane (Ржане) und Schewtschenkowe (Шевченкове) die gleichnamige Landratsgemeinde Orliwka (Орлівська сільська рада/Orliwska silska rada) im Zentrum des Rajons Jampil.
Am 17. Juli 2020 kam es im Zuge einer großen Rajonsreform zum Anschluss des Rajonsgebietes an den Rajon Schostka.

## Persönlichkeiten
Im Dorf kam am 17. Oktober 1930 der ukrainische Volkskünstler und Taras-Schewtschenko-Preisträger Leonid Towstucha (Леонід Самійлович Товстуха) zur Welt, der am 7. März 2010 auch im Dorf starb.